# Vlaktemaat
Een vlaktemaat, oppervlaktemaat of landmaat geeft aan hoe groot de oppervlakte van een vlak is, een door twee dimensies (lengte en breedte) afgebakend gebied. De basis oppervlaktemaat in het SI-stelsel is de vierkante meter, een vlak van één meter bij één meter.

## Openbare ruimte
Het bepalen van de oppervlakte van een terrein lijkt een eenvoudige zaak, omdat men in de lage landen meestal vlakke oppervlakten moet opmeten. Het opmeten van hellende, of diep ingesneden terreinen stelt, bijvoorbeeld voor het kadaster en voor het bepalen van een prijs per vierkante meter heel wat praktische en juridische problemen die een landmeter moet oplossen.
Bij de invoering van het metrieke stelsel was er een aparte oppervlaktevlaktemaat, de are (aangeduid met een a) die 10 m × 10 m = 100 m² meet. Hiervan afgeleid waren de centiare (1 ca = 1/100 a = 1 m²) en de hectare (1 ha = 100 a = 10.000 m²), ook nog bunder genoemd. Deze maten komen in het spraakgebruik nog wel voor.

## Verouderde vlaktematen
Voor de invoering waren andere vlaktematen in omloop, die regionaal verschillend waren. Zo was er:
- het gemet
- de gras in Groningen, ongeveer een halve hectare (de hoeveelheid gras die nodig was voor een koe)
- de deimat of dagmaat (de hoeveelheid land die een maaier per dag kon maaien)
- de hont
- de bunder
- de dunam
- de hoeve
- de loopense
- de morgen
- de mud
- de pondemaat
- de roede (of roe)
- de schat
- de schepel
- de snees
- de spint
- de vatzaad
- de wind
- de akker